# 马岛池鹭
，又称羣島池鷺，是鹭科池鹭属的一个物种，在马达加斯加、留尼汪、塞舌尔繁殖，非繁殖季节则在非洲大陆东部度过。成年马岛池鹭估计仅有1,300—4,000只，该物种被认为濒临灭绝。

## 分类学
马岛池鹭最早由德国医生兼鸟类学家古斯塔夫·哈特劳布于1860年描述。该物种为单型种，没有明显的亚种。

## 外表
马岛池鹭身高45—50 cm（18—20英寸），体重250—350 g（9—12 oz）。雌雄鸟之间，骨骼结构非常相似，体重差异不大。不同年龄和不同生殖状态下，羽毛、眼睛和喙的颜色会有所不同。马岛池鹭的雏鸟浑身都是浅黄色的绒羽，孵化后约2周即可观察到幼鸟第一次离开巢穴，幼鸟一般有绿色的绒毛，喙呈暗橙色，眼睛呈淡绿色，持续几周后才会换成成鸟的外观。非繁殖期的成鸟头顶和后部的颜色为浅黄色和黑色混合，大部为棕色，喙主要为绿色，尖端为黑色，虹膜为黄色；飞羽大多为白色，下披羽和上肩羽结构松散且细长，下前颈羽毛细长尖端分裂，覆盖住上胸部；繁殖期，成鸟会换上婚羽，以雪白色为主，喙为深天蓝色。

## 叫声
马岛池鹭收到人类干扰时，一般会躲进树丛和灌木丛，因而区分其叫声比较困难。马岛池鹭有两种叫声，飞行叫声是其在飞行中与其他鸟保持距离的手段，持续时间为0.5秒，每隔5秒发出一次；刺耳叫声则用于竞争对手接近巢穴时，阻吓对方。

## 栖息地
马岛池鹭在马达加斯加、留尼汪和塞舌尔繁殖。在非繁殖季节，则迁徙到非洲大陆东部，包括肯尼亚、坦桑尼亚、乌干达、卢旺达、布隆迪、刚果民主共和国、马拉维、赞比亚、津巴布韦和莫桑比克等国均有分布。
在马达加斯加，马岛池鹭广泛地分布于该国的沼泽、湖泊、池塘、溪流和稻田中，分布面积约553,000 km2（214,000 sq mi），从海平面到海拔1,800（6,000英尺）均有分布。常见于塔那那利佛附近的阿拉鲁比亚湖和津巴扎扎动植物园，安卡拉凡茲卡國家公園和貝倫蒂附近湿地。该鸟主要栖息在由芦苇、香蒲、莎草等组成的蘆原中，并与夜鹭、白鹭、牛背鹭、大白鹭和白翅黄池鹭等组成了多个混合群落。在塞舌尔阿尔达布拉地区，马岛池鹭通常分布在红树林、内陆池塘和潟湖的岸边。
繁殖期，大量的马岛池鹭会聚集到特定的繁殖点进行交配，首选繁殖地点包括马达加斯加西部塔那那利佛一带，塞舌尔的白鹭岛和雪松岛（Ile aux Cedres）的自然保护区。到近30年里，他们的繁殖点数量和种群规模都在减少。群体规模已从700只降至50只左右，而繁殖地点也仅剩少数几个。在马达加斯加，该鸟有记录以来最大的种群是1940年在伊梅里曼贾卡（Imerimanjaka）莎草沼泽的500对，他们与1,500对白翅黄池鹭组成了一个庞大的池鹭繁殖群。

## 习性
马岛池鹭每年定期迁徙，5月从马达加斯加等繁殖地迁徙到非洲东部大陆，10月返回繁殖地，尚未成年的则会留在非繁殖区。该物种的领地意识很强，与其他竞争对手的交流有限，在筑巢或飞行时，相互之间会保持至少10米（30英尺）的距离。该鸟通常沿着海岸筑巢，并在远离巢穴的内陆进行觅食。除繁殖外，两只马岛池鹭在巢穴中栖息时可能是其最接近的时刻。随着栖息地退化，马岛池鹭的栖息距离已经变得更近，并与西牛背鹭、白翅黄池鹭等其他涉禽共同生活。
马岛池鹭的摄食习性仍不慎清晰，据称主要以鱼、水生昆虫和小型无脊椎动物为食。它们可能会吃甲壳类动物、青蛙、蟾蜍、蜗牛、蛞蝓等软体动物、蠕虫、毛虫和其他昆虫幼虫，甚至陆生爬行动物，如侏儒变色龙或幼年变色龙、蜥蜴和壁虎。一项对马岛池鹭的小型研究表明，它们的食物非常多样，包括鱼、甲壳类动物、青蛙、蜻蜓、甲虫和蚱蜢等。
繁殖通常始于10月，如果产下两窝蛋，繁殖期可以持续到次年的3月。在阿尔达布拉环礁，11月和12月的雨季繁殖量会显著增加。为躲避猎食者，马岛池鹭常常会把巢穴筑在难以接近的池塘和沼泽中的树木和灌木丛中离地面1至4米的地方，以避开鳄鱼和蛇。如果与其他鸟类混居，它们将始终占据着地势较高的巢穴。求偶仪式包括空中追逐、二重唱和竖起头冠等。孵化期一般持续21到25天。

## 保育现状
1988年，该物种被IUCN红色名录列为近危物种，但由于种群数量持续减少，2000年变更为易危物种。2016年，该物种变更为濒危物种。对其主要威胁包括繁殖地的卵和幼鸟被盗，以及湿地栖息地的退化，其中包括将原本的湿地被改造成稻田，以及盗猎卵和幼鸟造成的代际问题。同时，该物种在与白翅黄池鹭的竞争中不占优势，也导致了其种群数量的下降。白翅黄池鹭比它更能适应栖息地内的人造建筑和标志，数量上也远超马岛池鹭，甚至数量还有所增加。马达加斯加政府在国际保护和发展组织的支持下，推动了一项新的基于社区的自然资源管理政策“GELOSE”，该政策也着力于改善该物种栖息地。